# Provincia Kwango
Provincia Kwango este o unitate administrativă de gradul I, una dintre cele 25 noi provincie ale Republicii Democratice Congo, create în reîmpărțirea din 2015.
Reședința sa este orașul Kenge.